# 塞巴斯蒂安·德·贝拉尔卡萨尔
塞巴斯蒂安·德·贝拉尔卡萨尔（西班牙語：Sebastián de Belalcázar，西班牙語發音：[seβasˈtjan de βelalˈkaθaɾ]；1479年/1480年－1551年）是一名西班牙征服者，南美洲西北部重要早期殖民城市的創始人；1534年建立基多，1537年建立卡利、帕斯托和波帕揚。貝拉爾卡薩爾在今日的厄瓜多和哥倫比亞率領探險隊，1551年在加勒比海岸的卡塔赫納被判處死刑後自然死亡。

## 早期生活
貝拉爾卡薩爾於1479年或1480年在西班牙科爾多瓦出生，名為塞巴斯蒂安·莫亞諾（Sebastián Moyano）。之後他被取名為貝拉爾卡薩爾，因為這是他出生地科爾多瓦附近的一個城堡鎮的名字:157。根據各種資料紀載，他可能早在1498年就與克里斯多福·哥倫布一起前往新大陸。

## 美洲
貝拉爾卡薩爾於1522年在巴拿馬擔任監護者。1524年，他在征服尼加拉瓜期間與弗朗西斯科·埃爾南德斯·德·科爾多瓦一起進入尼加拉瓜:157，並成為尼加拉瓜萊昂的首位市長。1527年，由於西班牙總督之間的內部糾紛，他前往洪都拉斯。短暫返回萊昂後，他駛向祕魯海岸，1532年在那裡與法蘭西斯克·皮薩羅的遠征隊會合:157,260。

## 征服厄瓜多

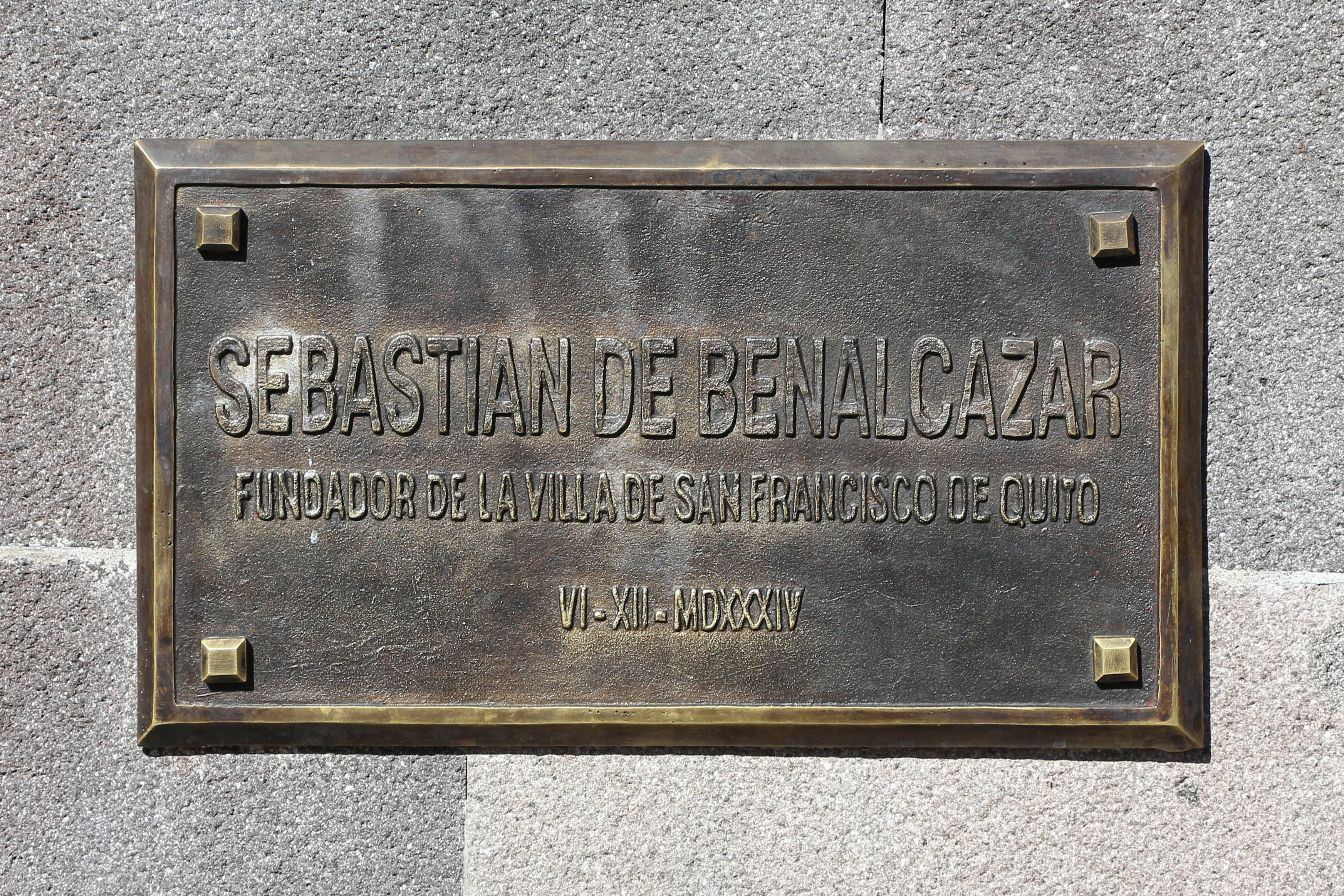
厄瓜多基多的塞巴斯蒂安·德·贝拉尔卡萨尔紀念銘牌

1534年，貝拉爾卡薩爾在為皮薩羅指揮聖米格爾定居點時，沒有得到其命令就出發去征服厄瓜多的基多。基多曾是印加帝國最北端的城市，但在貝拉爾卡薩爾擊敗印加將軍盧米尼亞維的同時，當地居民將城市的寶藏偷偷運走。貝拉爾卡薩爾隨後與迪亞哥·德·阿馬格羅和巴爾塔薩·馬爾多納多一起建立新的基多市。為紀念皮薩羅，將其命名為「聖法蘭西斯克·德·基多」:226。

## 征服哥倫比亞

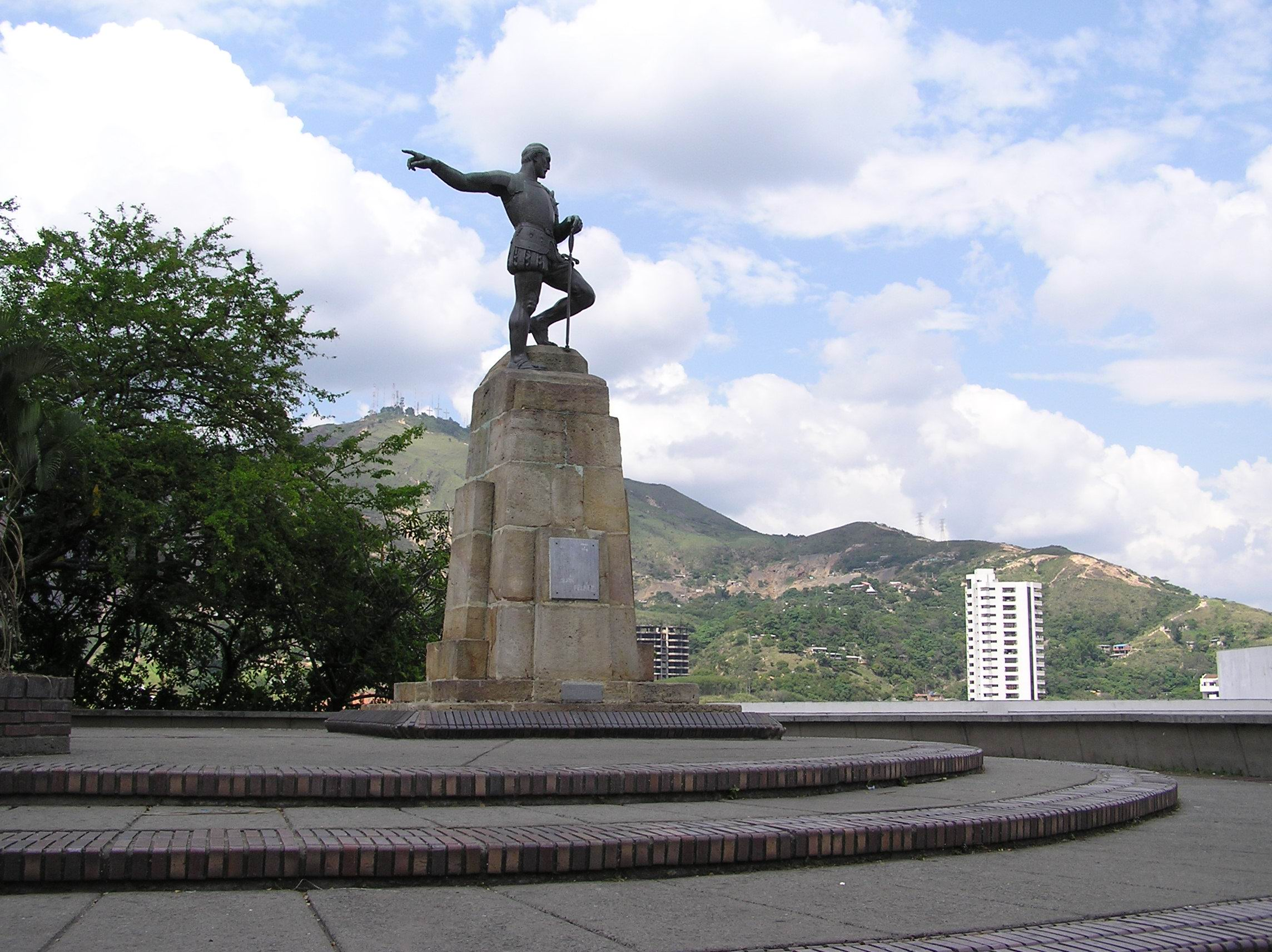
哥倫比亞卡利的塞巴斯蒂安·德·贝拉尔卡萨尔雕像

1535年，貝拉爾卡薩爾向北進入今日的哥倫比亞尋找黃金國，進入考卡河谷，於1536年建立哥倫比亞南部城市聖地牙哥-卡利，並於1537年建立帕斯托和波帕揚（其重要性僅次於基多）。通過陸路進入馬格達萊納河谷，他進入哥倫比亞中部的高地，岡薩羅·希門內斯·德·奎薩達和德國人尼古勞斯·費德曼也曾在1539年到達這裡。三人在國王和神聖羅馬皇帝查理五世面前提出他們的爭議。國王於1540年5月授予貝拉爾卡薩爾統治該地區的權力，並授予他波帕揚總督的頭銜和阿德蘭塔多的榮譽稱號。土地爭奪再次在征服者之間發生，這次是貝拉爾卡薩爾和帕斯奎·德·安達果亞之間的爭奪，後者也聲稱擁有波帕揚的統治權。貝拉爾卡薩爾成功捍衛自己的土地，並接管安達果亞的一些土地。隨後，他介入皮薩羅和阿馬格羅家族在祕魯的支持者之間的爭執。1546年，他下令處決豪爾赫·羅夫萊多，他在另一場與土地有關的仇殺中統治著鄰近的一個省。1550年，他被缺席審判，因羅夫萊多之死和其他與他不斷參與其他征服者之間的各種戰爭有關的罪行而被定罪並判處死刑。作為自己野心的受害者，貝拉爾卡薩爾於1551年在哥倫比亞的卡塔赫納逝世，當時他還沒有開始返回西班牙對判決提出上訴的航程。